# Peter Calmeyer

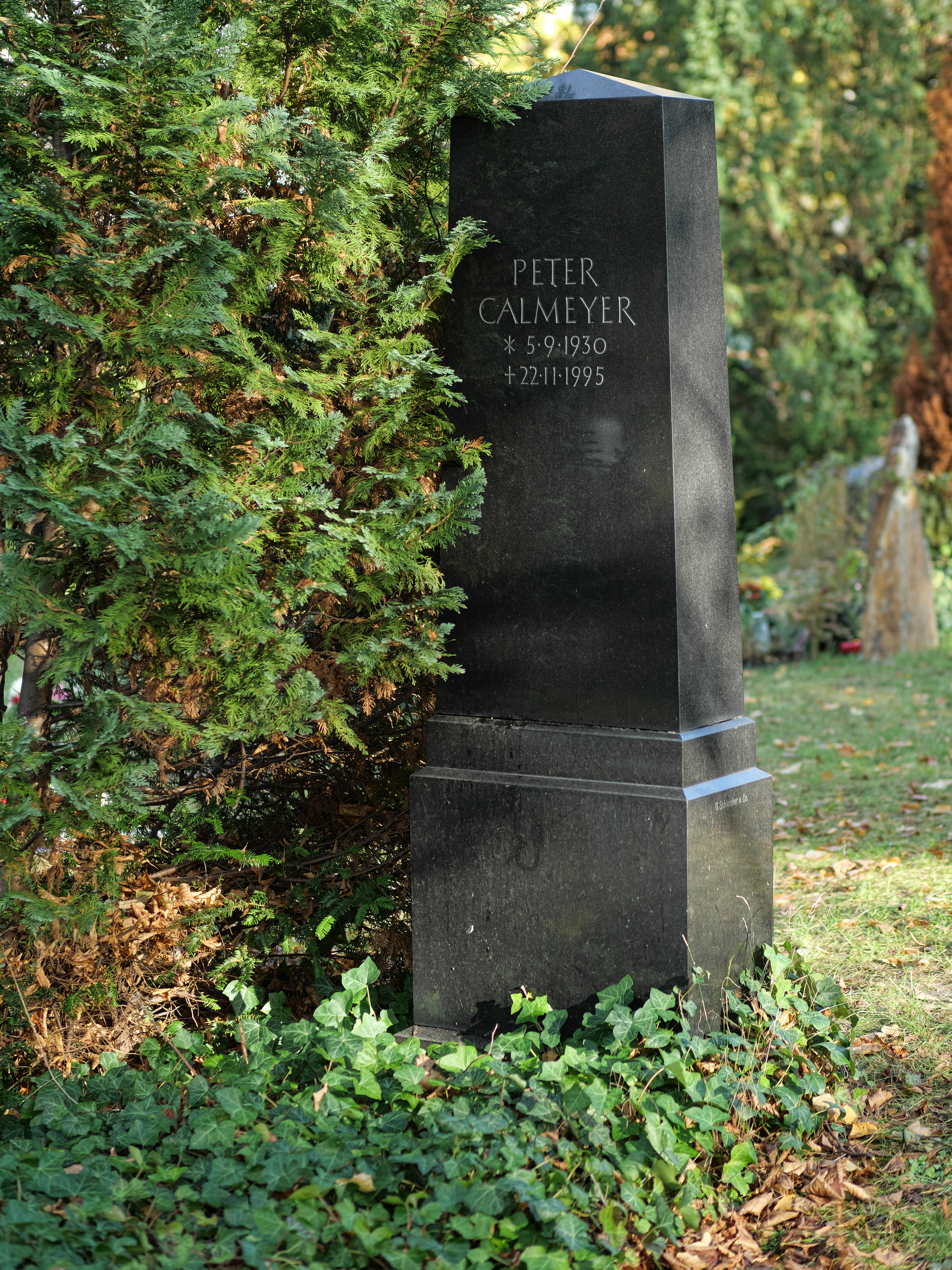
Grabstätte Peter Calmeyer, Alter St.-Matthäus-Kirchhof, Berlin/Schöneberg
Lage:

Peter Calmeyer (* 5. September 1930 in Halle; † 22. November 1995 in Berlin) war ein deutscher Vorderasiatischer Archäologe.

## Leben
Peter Calmeyer war der Sohn des Rechtsanwalts Hans Georg Calmeyer und wuchs in Osnabrück auf. In Berlin studierte er Klassische Archäologie, Vorderasiatische Archäologie, Assyriologie und Alte Geschichte. Schnell wurde Vorderasiatische Archäologie zu seinem Hauptfach. Sein Mentor war Anton Moortgat. 1965 wurde Calmeyer an der Freien Universität Berlin mit einer Dissertation zum Thema „Datierbare Bronzen aus Luristan und Kirmanshah“ promoviert. Anschließend wechselte Calmeyer an die Universität München, wo er als wissenschaftlicher Assistent und Dozent wirkte, die Habilitation erfolgte 1967. 1972 wurde er zweiter Direktor der Abteilung Teheran des Deutschen Archäologischen Instituts.
Bei seiner wissenschaftlichen Arbeit legte Calmeyer immer Wert auf die Nutzung aller Quellen und die interdisziplinäre Forschung. So griff er nicht selten vor allem bei topografischen Studien auf die Schriften klassischer, antiker Autoren zurück, die er für meist sehr zutreffend betrachtete. Von 1973 bis zu seinem Tod 1995 gab er die Neue Folge der „Archäologischen Mitteilungen aus Iran“ heraus und war seit 1987 Mitherausgeber des „Reallexikon der Assyriologie und Vorderasiatischen Archäologie“.
Calmeyer war mit der Vorderasiatischen Archäologin Ursula Seidl (* 1939) verheiratet.
Peter Calmeyer starb am 22. November 1995, sein Grab befindet sich auf dem Alten St.-Matthäus-Kirchhof in Berlin-Schöneberg.

## Schriften (Auswahl)
- Altiranische Bronzen der Sammlung Bröckelschen. Berlin 1964.
- Datierbare Bronzen aus Luristan und Kirmanshah (= Untersuchungen zur Assyriologie und vorderasiatischen Archäologie. Bd. 5). De Gruyter, Berlin 1969 (zugleich Dissertation).
- als Hrsg. mit Leo Trümpelmann: Das Tier in der Kunst Irans. Linden-Museum, Stuttgart 1972.
- Reliefbronzen in babylonischem Stil. Eine westiranische Werkstatt des 10. Jahrhunderts v. Chr. (= Abhandlungen der Bayerischen Akademie der Wissenschaften, Philosophisch-Historische Klasse, Neue Folge, Heft 73). Verlag der Bayerischen Akademie der Wissenschaften, München 1973, ISBN 3-7696-0068-1. Rezension dazu: Oscar White Muscarella in Journal of the American Oriental Society. Bd. 97, 1977, S. 76–80.
- Mesopotamien und Iran im II. und I. Jahrtausend. In: Hans J. Nissen, Johannes Renger (Hrsg.): Mesopotamien und seine Nachbarn. Berlin 1978, S. 339–348.
- mehrere Artikel in Ehsan Yarshater (Hrsg.): Encylopaedia Iranica. (1986)
- Die Gefäße auf den Gabenbringer-Reliefs in Persepolis. In: Archaeologische Mitteilungen aus Iran. Bd. 26, 1993, S. 147–160.
- als Hrsg. mit Karl Hecker und Liane Jakob-Rost: Beiträge zur altorientalischen Archäologie und Altertumskunde. Festschrift für Barthel Hrouda zum 65. Geburtstag. Harrassowitz, Wiesbaden 1994, ISBN 3-447-03503-X.
- Die Reliefs der Gräber V und VI in Persepolis (= Archäologie in Iran und Turan. Bd. 8). Zabern, Mainz 2009, ISBN 978-3-8053-3928-5.